# Acala

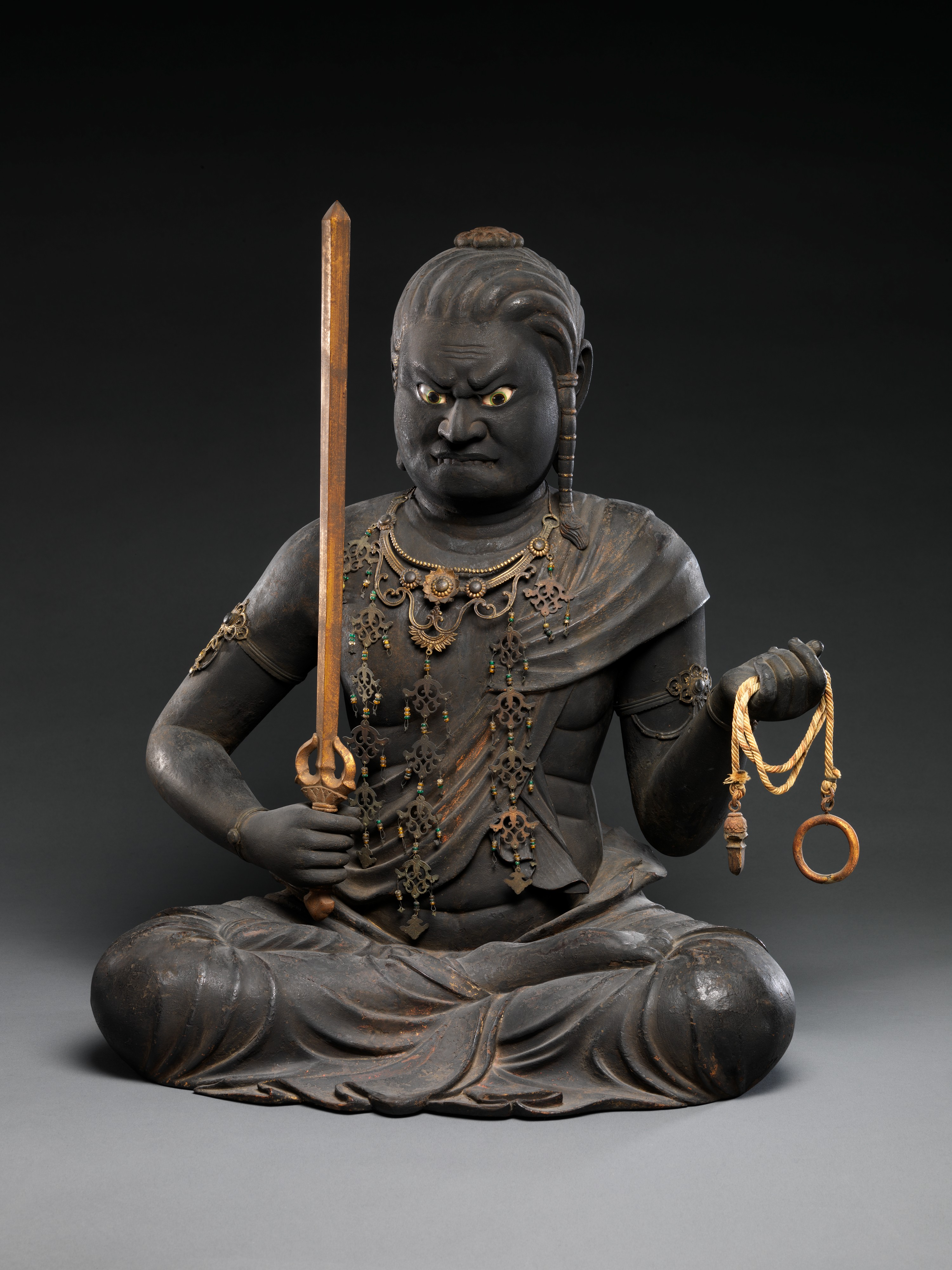
Estàtua japonesa d'Acala (Fudou Myouou) del, Metropolitan Museum of Art.

Acala o Achala (en sànscrit: अचल, "l'Inamovible", IPA: [ˈɐt͜ɕɐlɐ]), també conegut com Acalanātha (अचलनाथ, "Senyor Inamovible") o Āryācalanātha (आर्याचलनाथ, "Noble Senyor Inamovible"), és una deïtat colèrica i dharmapala (protector del Dharma) destacada en el budisme Vajrayana i el budisme de l'Àsia oriental.
Originàriament era una deïtat menor descrita com un missatger o acòlit del Buda Vairocana. Més tard va assolir protagonisme com a objecte de veneració per dret propi com a eliminador d'obstacles i destructor del mal, i finalment es va veure com la manifestació colèrica de Vairocana, Akshobhya o Manjusri. En textos posteriors, també s'anomena Caṇḍaroṣaṇa (चण्डरोषण, "el Violent Colèric", IPA: [t͜ɕɐɳɖɐˈroːʂɐnɐ]) o Caṇḍamahāroṣaṇa (चण्डमहारोषण, "el Violent amb Gran Còlera", IPA: [t͜ɕɐɳɖɐmɐɦaːˈroːʂɐnɐ]), noms pels quals és més conegut a països com el Nepal i el Tibet.
En el budisme esotèric d'Àsia oriental, Acala es classifica entre els reis de la saviesa (Vidyārāja) i és preeminent entre els cinc reis de la saviesa del Regne de la matriu (garbhakoṣadhātu). En conseqüència, ocupa una posició jeràrquica important al Mandala dels Dos Regnes. A la Xina, se'l coneix com a Bùdòng Míngwáng (不動明王, "Rei de la Saviesa Inamovible"), mentre que al Japó, se l'anomena Fudō Myōō, que és la lectura on'yomi dels caracters xinesos. Acala (com a Fudō) és una de les divinitats especialment importants i conegudes del budisme japonès, i és venerat especialment a les sectes Shingon, Tendai, Zen i Nichiren, i també al Shugendō.
Acala ha estat adorat durant tota l'Edat Mitjana i fins a l'època moderna al Nepal, el Tibet, la Xina i el Japó, on es troben més sovint representacions escultòriques i pictòriques d'ell.